# Via Nizza
Via Nizza è un'importante arteria stradale di Torino. Prende il nome dalla città che era possedimento del Regno di Sardegna, fuori dalla città sabauda, e iniziava la strada statale 20 del Colle di Tenda e di Valle Roja, che raggiungeva Nizza sul mar Ligure.
Inizia a fianco della stazione ferroviaria Porta Nuova e arriva fino in piazza Bengasi, al limite del confine comunale con Moncalieri, per una lunghezza totale di 5,2 km, attraversando i quartieri San Salvario e Nizza Millefonti.

## Storia
La via venne aperta nella prima metà del XIX secolo, essendo ritenuta un importante asse viario anche quando la città era contenuta al solo centro storico della città sabauda. Nel 1822 Gaetano Lombardi progettò i primi edifici porticati, collegandosi allo stile architettonico che caratterizzava i palazzi di Carlo Promis già eretti in Corso Vittorio Emanuele II.
La via primitiva giungeva solo alla chiesa di San Salvario, ed era edificata esclusivamente sul lato sinistro; tra il 1860 e il 1868, sul lato destro, venne edificata la stazione di Porta Nuova, mentre veniva progettato l'ampliamento (1861) di via Nizza fino all'attuale corso Bramante. Dal 1871 al 1897 fece parte del percorso della tranvia a cavalli che dalla piazza Castello, attraverso la via Lagrange, giungeva a Porta Nuova e poi percorreva la via Nizza sino alla barriera di Nizza. Nel 1897 la tranvia divenne elettrificata e nel 1911 fu istituita la linea 7, che partiva da Piazza della Repubblica e, giunta nei pressi di Porta Nuova, percorreva via Nizza fino all'incrocio con via Passo Buole; la linea fu prolungata successivamente fino a piazza Bengasi. Nel 1966 fu soppressa.
In quella che oggi è piazza Giosuè Carducci venne impiantato il dazio e l'area venne denominata Barriera di Nizza. Con la decisione della FIAT di costruire lo stabilimento del Lingotto, via Nizza acquistò la sua estensione attuale, giungendo sino alla nuova barriera di Nizza, dove erano presenti due nuovi casotti del dazio, uno dei quali tuttora esistente, nell'attuale piazza Bengasi.

## Percorrendo la via

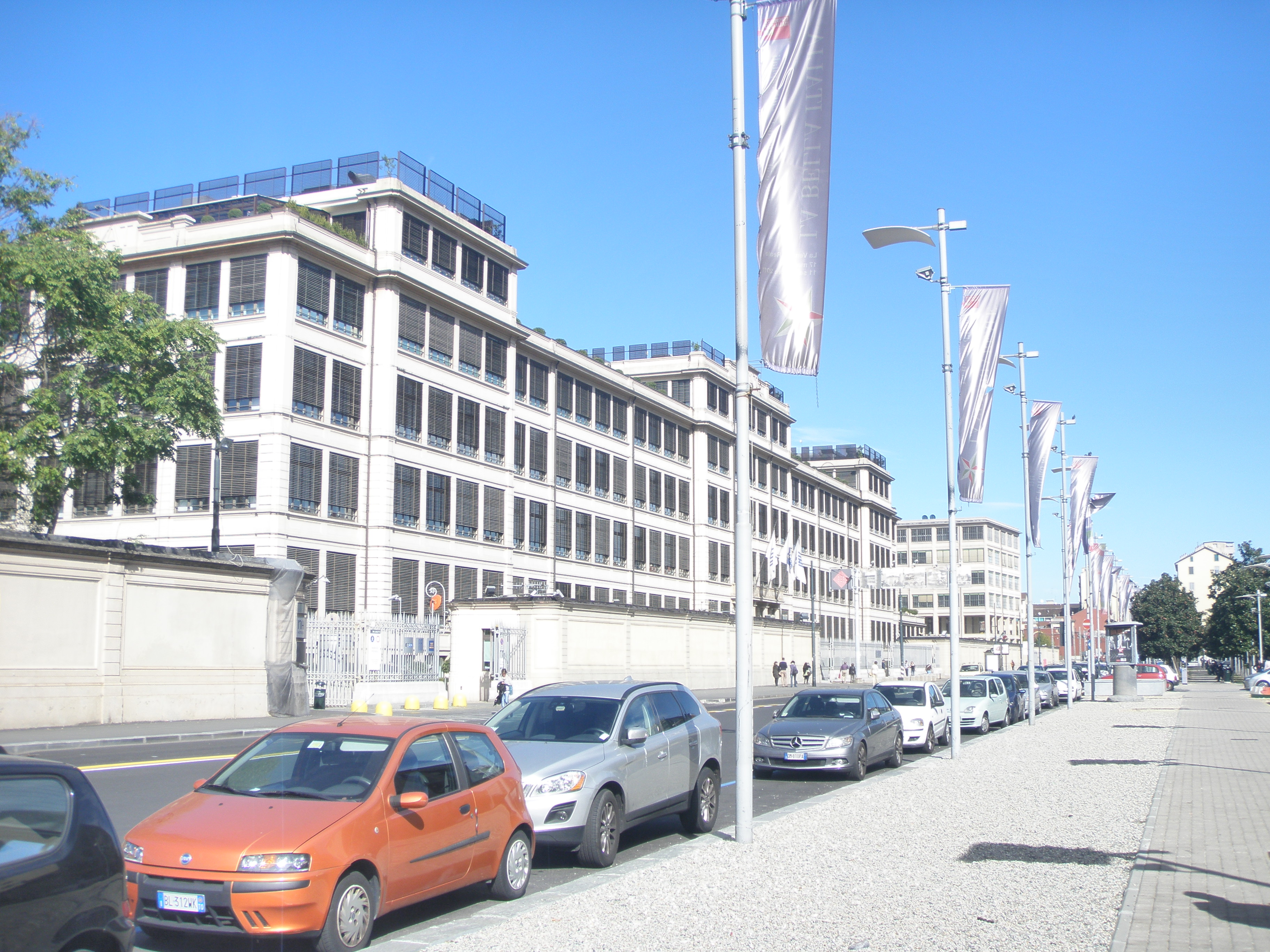
Via Nizza all'altezza del Lingotto

L'inizio di via Nizza, all'angolo della Stazione ferroviaria Porta Nuova, è la parte più sfarzosa ed elegante, con begli edifici porticati di metà Ottocento che proseguono, sul lato sinistro della strada, fino all'incrocio con via Berthollet. Il lato destro della strada è invece occupato dagli uffici ed edifici della stazione ferroviaria, alcuni in attesa di ristrutturazione e riconversione funzionale.

All'incrocio con Corso Marconi, la via si apre in un elegante slargo alberato; qui è posto il monumento celebrativo dei moti insurrezionali di Torino del 1821, guidati da Santorre di Santarosa. Incise sul monumento, sono le parole:
(Iscrizione sul monumento)
Dietro il monumento, sul lato destro della via, si nota la chiesa di San Salvario, antica parrocchiale del Castello del Valentino, oggi chiusa al pubblico e annessa al convento delle suore di San Vincenzo de' Paoli, che qui operano da anni con servizi di assistenza ai bisognosi.
Prima del cavalcavia di corso Gaetano Sommelier, sul lato sinistro, si nota la chiesa di Nostra Signora del SS. Sacramento, completata negli anni 1920 circa e, attualmente, non parrocchiale: è infatti destinata alle Suore Sacramentine di Bergamo, assieme allo stabile a lato della chiesa, che funge da convento. Poco oltre la piccola piazza Nizza, ecco un'altra chiesa ottocentesca, il Sacro Cuore di Gesù, benedetta nel 1876. La chiesa custodisce le spoglie di sant'Ignazio da Santhià.

Proseguendo verso la periferia, via Nizza si apre nelle due piazze dedicate ad Edmondo De Amicis e a Giosuè Carducci, ed attraversa un popoloso quartiere operaio, Nizza Millefonti. Da piazza Carducci la via diventa percorribile a senso unico, direzione nord-sud (dal p.za Carducci verso Piazza Bengasi).

Passato Corso Spezia, si trova il punto vendita di Eataly, nel luogo dove sorgeva lo stabilimento della Carpano; infine la via costeggia il grande stabilimento FIAT del Lingotto, oggi non più tale, ma trasformato in sede di numerose attività terziarie.
Alla fine dello stabilimento s'incrocia il sottopasso del Lingotto, una galleria che inizialmente collegava via Nizza a corso Eusebio Giambone, oggi prolungato nell'asse est-ovest sino alle vie Genova e Ventimiglia (ove rimane presente uno svincolo).

Oltrepassata l'Area ex-Avio, s'incrocia quindi via Passo Buole/via Vinovo, dove, sulla sinistra, sorge la storica parrocchia dell'Assunzione di Maria Vergine, ricostruita nel 1950 sulle rovine bombardate di una chiesa precedente.

Si giunge infine in piazza Bengasi, dove, entrando nel territorio del comune di Moncalieri, la strada è denominata via Sestriere e poi, passato il confine con Nichelino, la strada ha la toponomastica di via Torino, diventando infine la Strada Statale 20 del Colle di Tenda e di Valle Roja.

## Trasporti
La via è attraversata da alcuni autobus della rete di trasporto pubblico (45, 45/, 64, 64/, 35, 8, 17, 17/, 61), linee rimaneggiate e ridotte più volte a seguito dello sviluppo della Metro 1.
La via è percorsa tutta in sotterranea dalla linea 1 della Metropolitana di Torino, che sostituisce il vecchio tram 1 e ne riprende il percorso.
Il tratto Marconi - Lingotto è stato inaugurato nel marzo 2011, con i lavori iniziati nel 2006. Successivamente la linea è stata estesa per altre due tratte: Lingotto - Italia '61-Regione Piemonte e Italia '61-Regione Piemonte - Bengasi, inaugurate nel 2021.
Sono operative le stazioni: 
- Marconi M1
- Nizza M1
- Dante M1
- Carducci-Molinette
- Spezia M1
- Lingotto M1
- Italia '61-Regione Piemonte M1[3]
- Bengasi M1[3] (capolinea)

Nell'ultimo tratto vi sono ancora altri lavori in corso: l'Area ex-Avio è interessata dai cantieri del Grattacielo della Regione Piemonte, struttura alta 209 metri, iniziati nel 2014 e il cui termine inizialmente previsto per fine 2021 o inizio 2022, poi slittato a novembre 2022, e dal progetto di un nuovo comprensorio sanitario denominato Parco della Salute, su cui non sono mancate discussioni e polemiche e la cui realizzazione era ancora, ad inizio 2023, molto incerta nei modi e nei tempi.